# Pumpspeicherkraftwerk Koralm
Das Pumpspeicherkraftwerk Koralm war ein geplantes Pumpspeicherkraftwerk im weststeirischen Koralmgebiet. Mit einer projektierten Maximalleistung von etwa 960 Megawatt wäre es das leistungsstärkste Kraftwerk in der Steiermark gewesen.

## Projektbeschreibung
Der Standort des geplanten Kraftwerksprojekts im Bezirk Deutschlandsberg liegt auf der Ostabdachung der Koralm. Ein Oberspeicher soll mit Stauziel auf 1738 m Seehöhe auf der Glitzalm zwischen Frauenkogel und Ochsenofen errichtet werden. Er soll 4,9 Millionen m³ Wasser speichern können, als Abschlussdamm soll ein etwa 640 m langer bepflanzter Erdschüttdamm dienen. Der Unterspeicher ist im Talraum des Seebaches (Flurbezeichnung Waldsteinbauer) auf einer Höhe von 1082 m (Stauziel) geplant und soll einen Speichernutzinhalt von 4,5 Mio. m³ haben. Er soll einen 800 m langen, 90 m breiten Steinschüttdamm als Abschlussdamm erhalten. Die beiden Becken sollen via Kraftstation durch Pump- und Druckleitungen verbunden werden.
Die Kraftstation ist als Kavernenkraftwerk am tiefsten Punkt der Leitungen geplant mit einer Maximalleistung von rund 970 MW im Pumpbetrieb und rund 960 MW im Turbinenbetrieb. Als Maschinen sind vier ternäre Maschinensätze vorgesehen. Die Kaverne soll über einen 2343 m langen Zufahrtsstollen erschlossen werden.
Der Projektstandort liegt im Geltungsbereich der Alpenkonvention, der Standort des Oberspeichers auch im Europaschutzgebiet Koralpe. Für das Projekt müssen etwa 15 Hektar Wald gerodet werden.

## Funktionsweise

Das Speicherkraftwerk unweit der Grenze Kärnten/Steiermark soll an die nahegelegene 380-kV-Hochspannungsleitung anbinden.

Die geplante Anlage dient quasi zur Speicherung elektrischer Energie durch Hochpumpen von Wasser. Bei Energiebedarf im Stromnetz wird mittels Pumpen und Generatoren Strom gewonnen, wobei dann das Wasser in den Unterspeicher fließt. In Zeiten von Energieüberschuss im Netz soll das Wasser wieder in den Oberspeicher gepumpt werden.
Nach einer einmaligen Wasserentnahme aus dem Seebach (Dauer etwa zwei Jahre) soll der Wasserkreislauf ein fast geschlossenes System darstellen.  Verdunstungsverluste sollen durch anfallende Niederschlags- und Bergwässer ausgeglichen werden.

## Geschichte
Die Betreiberfirma Pumpspeicherkraftwerk Koralm GmbH wurde im August 2012 gegründet. Das Projekt wurde im Jänner 2013 erstmals den betroffenen Gemeinden vorgestellt.
Im Mai 2016 bestimmte das Land Steiermark in einem Feststellungsbescheid, dass für das Projekt keine Umweltverträglichkeitsprüfung (UVP) notwendig sei, da das zu bebauende Land nicht in einem Landschaftsschutzgebiet liege, außerdem sahen sie den Bau mangels Ausleitung nicht als Wasserkraftanlage. Umweltschützer legten gegen den Bescheid Beschwerde ein. Am 10. August 2016 entschied das Bundesverwaltungsgericht, dass für das Projekt durchaus eine UVP durchgeführt werden muss. Ein Einwand dagegen durch die Betreiber wurde vom Verwaltungsgerichtshof als unbegründet abgewiesen.

## Kritik
Kritik am geplanten Bauvorhaben kommt von Anrainern sowie von Natur- und Umweltschutzorganisationen.
Die Marktgemeinde Schwanberg fürchtete, durch den Baustellenverkehr nicht die angestrebte Auszeichnung als Kurort „Bad Schwanberg“ erlangen zu können.
Im Zuge der Einleitung der UVP gründete sich die Bürgerinitiative „Nein zum Industriepark Koralm“, die das Projekt ablehnt. Sie kritisiert, dass der geplante Standort Glitzkar als Natura-2000-Gebiet nominiert ist, und befürchtet zahlreiche negative Auswirkungen auf Natur und Gewässer (Schwarze Sulm, Seebach, …) in der Region. Der Aussage der Projektbetreiber, mit dem Pumpspeicherkraftwerk solle Windenergie eingespeichert werden, entgegnet die Bürgerinitiative, dass Pumpspeicherkraftwerke wirtschaftlich rentabel nur mit billigem Strom aus Atomkraft- oder Kohlekraftwerken betrieben werden können, da Ökostrom am Strommarkt die höchsten Preise erziele. Diese Bedenken teilt der Österreichische Alpenverein, der bei einer Pressekonferenz im Juli 2019 auch auf die Bedrohung von fünf Wanderwegen durch das Projekt hinwies.

## Betreiber und Kosten
Projektbetreiber ist die Pumpspeicherkraftwerk Koralm GmbH, die zu 50 Prozent der Mohik-Wertholz GmbH von Alfred Liechtenstein, zu 48 Prozent der Sonnhof Entwicklungs GmbH von Peter Masser und zu je einem Prozent der Andritz Hydro GmbH und der Porr Bau GmbH gehört.
Als Investitionskosten für das Projekt wurden 800–1000 Millionen Euro (Stand 2016) kolportiert.

## Bescheid und Bekämpfung
Nach über 5 Jahren Dauer der Umweltverträglichkeitsprüfung (UVP) erging am 9. September 2021 der positive Bescheid der Behörde des Landes Steiermark. Demnach muss binnen 10 Jahren der Bau begonnen und binnen 20 Jahren abgeschlossen sein.
Eine steirische Umweltanwältin und NGOS kündigten an, diese erstinstanzliche Einschreibung beim Verwaltungsgerichtshof in Wien zu bekämpfen.